# روزالی اسلاوتر مورتون
روزالی اسلاوتر مورتون (انگلیسی: Rosalie Slaughter Morton; ۱۶ اکتبر ۱۸۷۲ – ۵ مهٔ ۱۹۶۸) با نام تولد بلانش روزالی اسلوتر پزشک، جراح و نویسنده آمریکایی بود. علاوه بر مدیریت مطب‌های پزشکی خود، او در سال ۱۹۱۶ به‌عنوان نخستین زن در سمت جراح معالج در کالج پزشکان و جراحان دانشگاه کلمبیا در دانشگاه کلمبیا منصوب شد و در سال بعد، نخستین رئیس خدمات بیمارستان‌های زنان آمریکا گردید. مورتون در طول جنگ جهانی اول به‌عنوان پزشک نظامی خدمت کرد و نخستین رئیس کمیته آموزش بهداشت عمومی بود. او همچنین یکی از نخستین زنانی بود که به عضویت هیئت علمی بیمارستان پلی‌کلینیک نیویورک درآمد و بعدها در آنجا استاد شد.
مورتون که در لینچبرگ، ویرجینیا متولد شد، در کالج پزشکی زنان پنسیلوانیا تحصیل کرد، باوجود اینکه خانواده‌اش انتظار داشتند او ازدواج کند و همسری فراهم‌کننده داشته باشد. او سپس به اروپا و آسیا سفر کرد تا به تحصیل و پژوهش ادامه دهد و پس از بازگشت به ایالات متحده، مطب‌های پزشکی خود را تأسیس کرد.
در سال ۱۹۳۷، مورتون یک خودزندگی‌نامه به نام یک جراح زن: زندگی و کار روزالی اسلوتر مورتون منتشر کرد و در سال ۱۹۴۰ کتاب دیگری با عنوان تعطیلات یک پزشک در ایران را عرضه کرد که هر دو با نقدهای مثبتی مواجه شدند. او در طول حرفه خود جوایز متعددی دریافت کرد، از جمله نشان خدمات برجسته (نیویورک). پارک روزالی مورتون در بلگراد به افتخار او نام‌گذاری شده است.

## زندگی شخصی

### اوایل زندگی و تحصیلات
بلانش روزالی اسلوتر در سال ۱۸۷۶ در لینچبرگ، ویرجینیا از مری هارکر و جان فلاول اسلوتر، در خانواده‌ای با سابقه قوی در حرفه جراحی، به دنیا آمد. او پنج برادر و یک خواهر داشت (سه خواهر و برادر دیگر در کودکی درگذشتند) و تحصیلات اولیه خود را در لینچبرگ گذراند و سپس برای ادامه تحصیل به یک مدرسه شبانه‌روزی در بالتیمور رفت.
در کودکی، گاهی در ویزیت‌های پزشکی دو برادر بزرگ‌ترش که پزشک بودند، همراهی می‌کرد یا ابزارهای جراحی آن‌ها را استریل می‌کرد. او همچنین به حیوانات خانگی محله خود رسیدگی می‌کرد. پس از درگذشت پدرش، که به‌شدت با آرزوی او برای پزشک شدن مخالف بود، در سال ۱۸۹۳ با استفاده از پولی که از دوران کودکی پس‌انداز کرده بود، در کالج پزشکی زنان پنسیلوانیا ثبت‌نام کرد.
در خودزندگی‌نامه‌اش، اسلوتر اظهار داشت که تربیت و آموزش او «برای تبدیل شدن به یک همسر توانمند طراحی شده بود - نه برای القای تمایل به یک حرفه». او خاطرنشان کرد که پدرش هیچ پولی برای او باقی نگذاشته بود زیرا انتظار داشت که همسری پیدا کند که از نظر مالی او را تأمین کند. بسیاری از اعضای خانواده‌اش نیز مخالف ورود او به حرفه پزشکی بودند.
اسلوتر در سال ۱۸۹۷ از کالج پزشکی زنان پنسیلوانیا فارغ‌التحصیل شد و دو جایزه از سه جایزه افتخاری موجود را دریافت کرد، به‌علاوه جوایزی برای بهترین اختراع تجهیزات جراحی و بهترین گزارش موردی بالینی. سپس در بیمارستان شهر فیلادلفیا دوره دستیاری پزشکی خود را گذراند و در بیمارستان و درمانگاه دانش‌آموختگان به‌عنوان پزشک دستیار مشغول به کار شد، جایی که تا سال ۱۸۹۹ فعالیت کرد. او سپس برای سه سال به اروپا سفر کرد و در شهرهایی مانند برلین، وین، پاریس و لندن به تحصیل و پژوهش پرداخت.
در این مدت، اسلاتر دوره‌هایی گذراند، جراحی‌ها را مشاهده کرد و تعدادی مقاله علمی نوشت، از جمله چندین مقاله که سلامت زنان و مردان را مقایسه می‌کرد. بر اساس توصیهٔ ویکتور هورسلی، استادش در لندن، او همچنین برای شش ماه به آزمایشگاه دولت بریتانیا در بمبئی سفر کرد تا روی مراقبت پیشگیرانه پزشکی علیه طاعون خیارکی کار کند. سپس مدتی را در سری‌لانکا (که اکنون سری‌لانکا نامیده می‌شود) برای مطالعه بیماری گرمسیری گذراند و به مانیل سفر کرد، پیش از آنکه به ایالات متحده بازگردد. پایان‌نامه او دربارهٔ طاعون خیارکی توسط دانشگاه جانز هاپکینز منتشر شد و سپس توسط جراح کل ایالات متحده آمریکا بازنشر و در بندرها قرنطینه در سراسر ایالات متحده توزیع شد. او همچنین به درخواست Prince A. Morrow، تحقیق خود را در کنگره بین‌المللی زنان در تورنتو در سال ۱۹۰۹ ارائه کرد.

### سال‌های پایانی
در سال ۱۹۰۵، اسلاتر با جورج باکستر مورتون جونیور، یک وکیل که پیشتر در رشته پزشکی تحصیل کرده بود، در کلیسای سنت پال در لینچبرگ ازدواج کرد. این زوج به نیویورک نقل مکان کردند، اما در سال ۱۹۱۰ گزارش شد که جدا از هم زندگی می‌کنند و او در حال درخواست طلاق است. جورج مورتون در سال ۱۹۱۲ بر اثر آنوریسم درگذشت. پس از مرگ همسرش، مورتون به شدت اندوهگین شد؛ او بعدها نوشت: «اگر والدینم زنده بودند، اگر فرزندانی داشتیم، اگر وظایف خانوادگی داشتم، می‌توانستم در آن‌ها آرامش بیابم؛ اما با رفتن [همسرم]، زندگی خانوادگی‌ام … کاملاً فروپاشید». او پس از مرگ همسرش هرگز ازدواج نکرد.
مورتون یکی از حامیان فعال حق رأی زنان بود، و عضو اتحادیه حق رأی برابر در هر دو نیویورک و ایالت نیویورک بود.
اوایل دهه ۱۹۳۰، مورتون به سینه‌پهلو مبتلا شد. او تصمیم گرفت که دیگر به دلیل زمستان‌های سرد در نیویورک زندگی نکند و به‌طور اتفاقی نامه‌ای دریافت کرد که از او دعوت می‌کرد برای دریافت یک مدرک افتخاری از کالج رولینز به وینتر پارک، فلوریدا سفر کند. او پس از بازدید از این شهر، به آنجا نقل مکان کرد.
در سال ۱۹۴۲، مورتون مجسمه‌ای را به سفارش خود در نیویورک ساخت که آن را به قبرستان اسپرینگ هیل در لینچبرگ اهدا کرد و آن را به جوانان این شهر تقدیم کرد. او در ۵ مه ۱۹۶۸ در وینتر پارک درگذشت.